# Jämaja
Jämaja (Duits: Jamma) is een plaats in de Estlandse gemeente Saaremaa, provincie Saaremaa. De plaats heeft de status van dorp (Estisch: küla).
Tot in oktober 2017 lag Jämaja in de gemeente Torgu. In die maand ging Torgu op in de fusiegemeente Saaremaa.

## Bevolking
Het dorp had 19 inwoners op 31 december 2011 en 17 inwoners op 31 december 2021.

## Ligging
Jämaja ligt aan de westkust van het schiereiland Sõrve, onderdeel van het eiland Saaremaa. Bij Jämaja begint een steile kust, die doorloopt langs het buurdorp Ohessaare, de Ohessaare pank.

## Geschiedenis
Het dorp Jämaja ontstond rond de kerk van de Drie-eenheid (Estisch: Jämaja Kolmainu kirik), die gebouwd is in de 13e eeuw. Van de originele kerk is niets over; de kerk die er nu staat is gebouwd in 1864. De preekstoel dateert van 1612, maar komt uit de Laurentiuskerk in Kuressaare, die in 1710 in vlammen opging (en in 1733 werd herbouwd). In de omgeving van de kerk, tegen het strand aan, ligt een kerkhof.
De oudste vermelding van het dorp Jämaja, onder de naam Jama, dateert uit 1798. Een deel van het dorp lag op grond die eigendom was van de kerk, een groter deel lag op het landgoed van Torgu (Duits: Torkenhof).

## Foto's

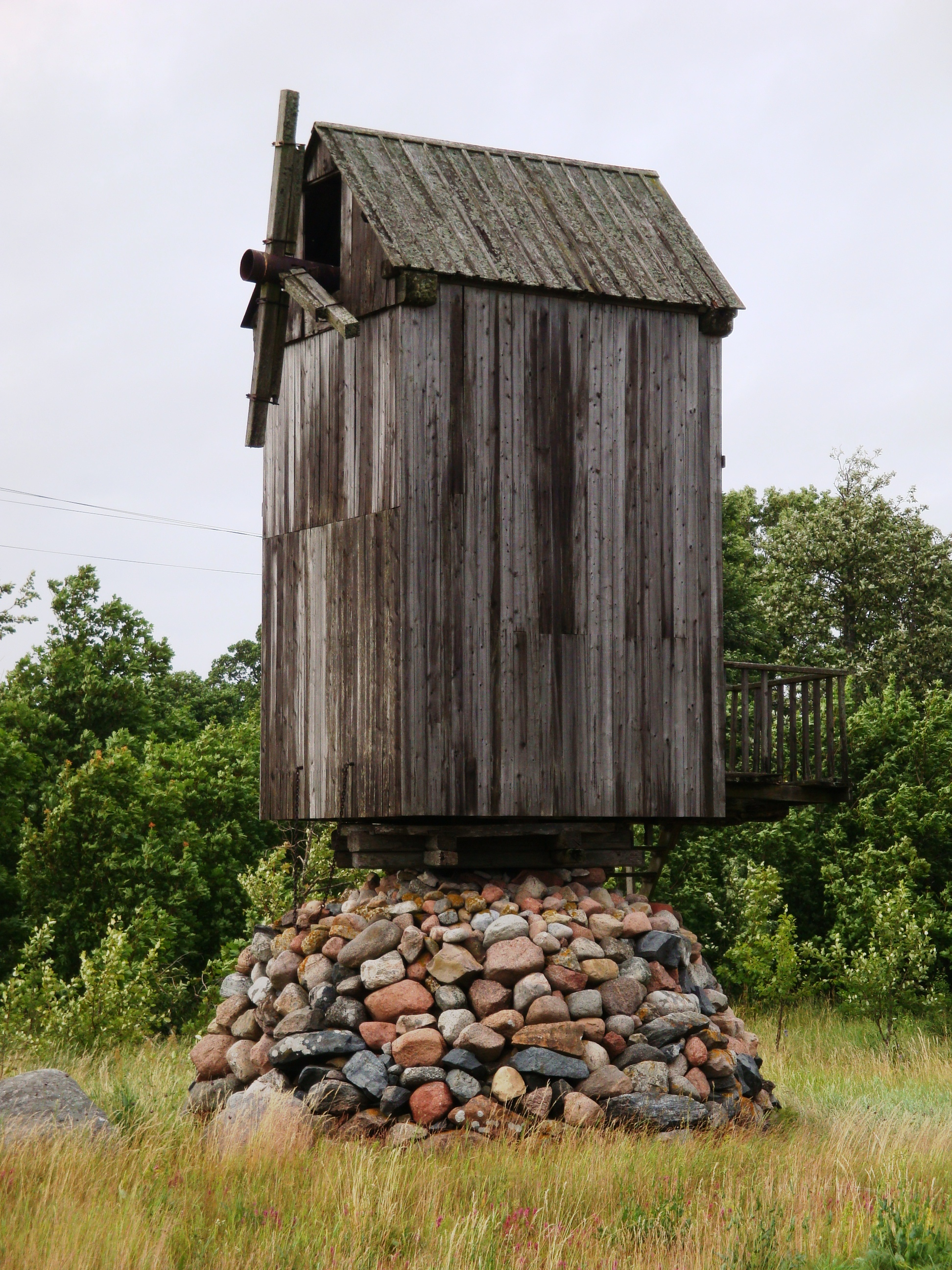
Windmolen bij Jämaja
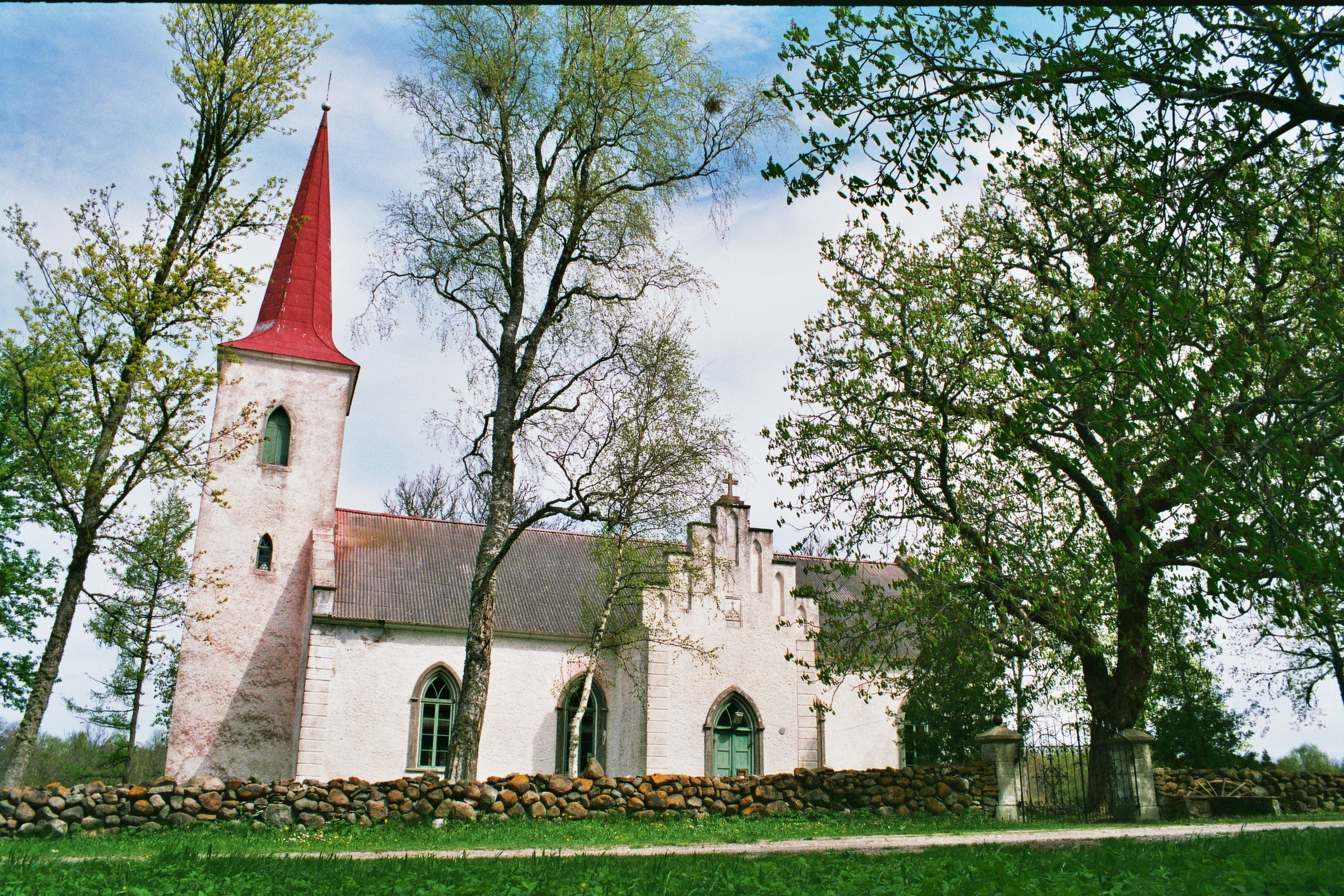
De kerk van Jämaja
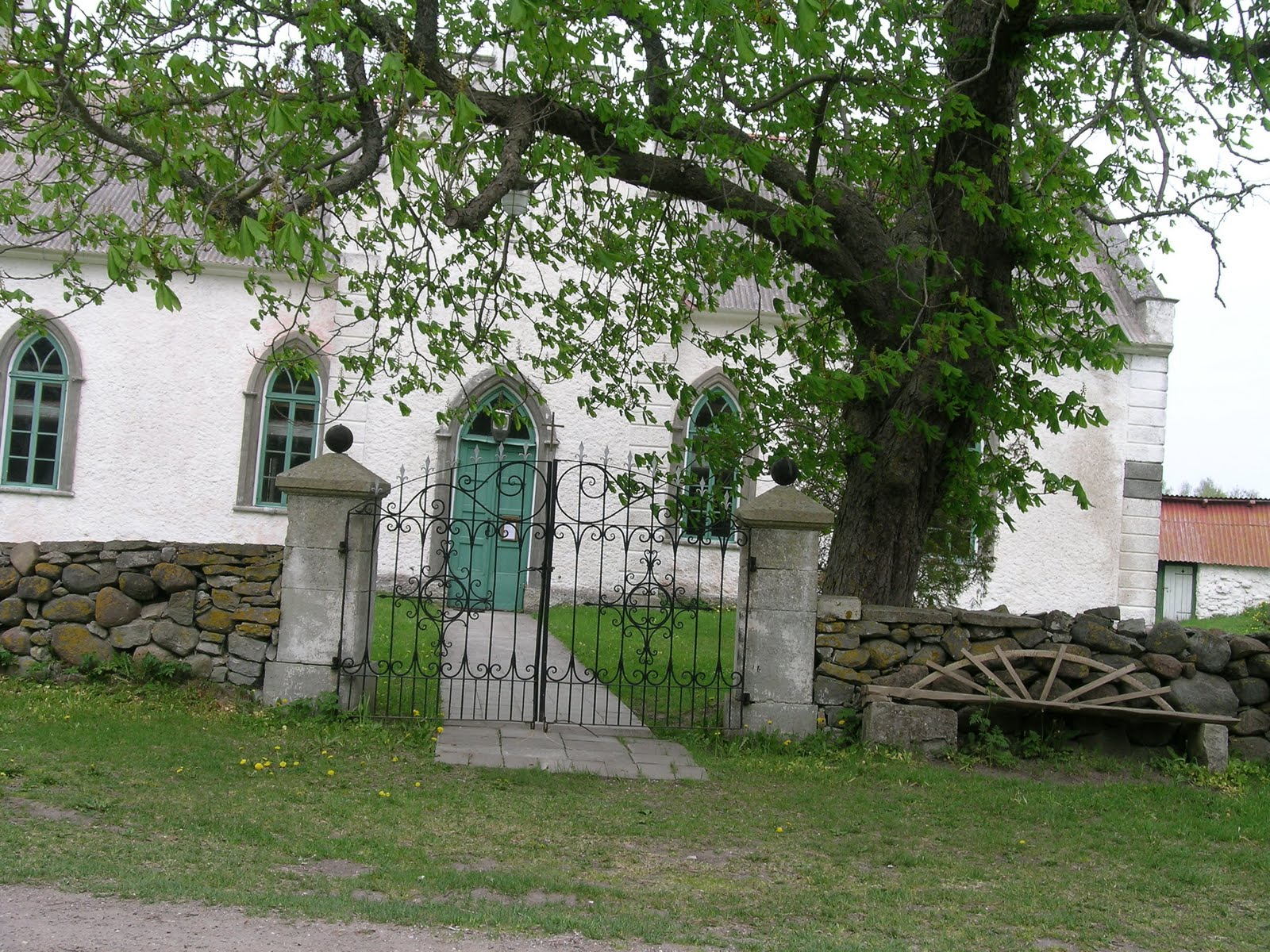
Ingang van de kerk
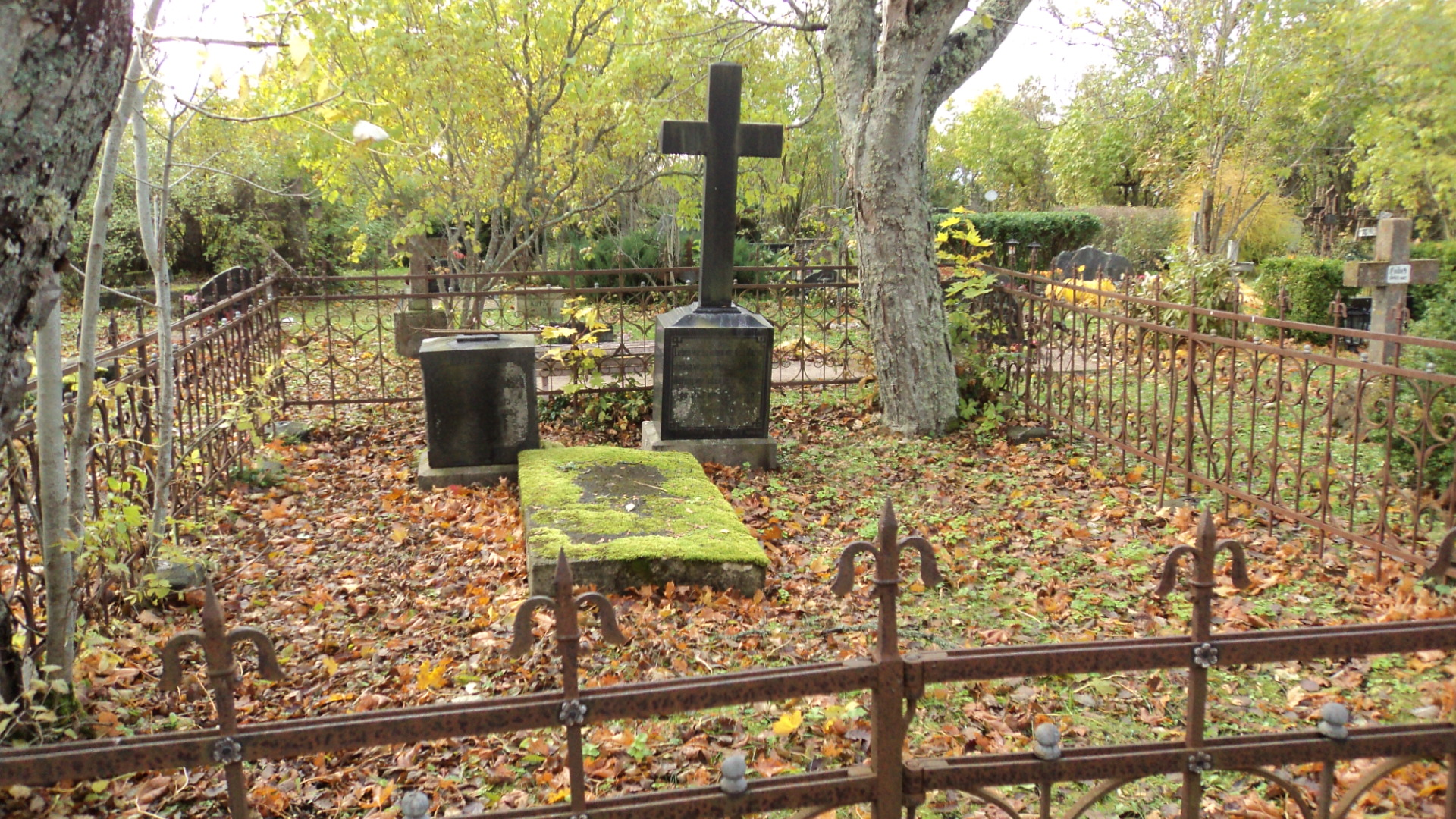
Kerkhof
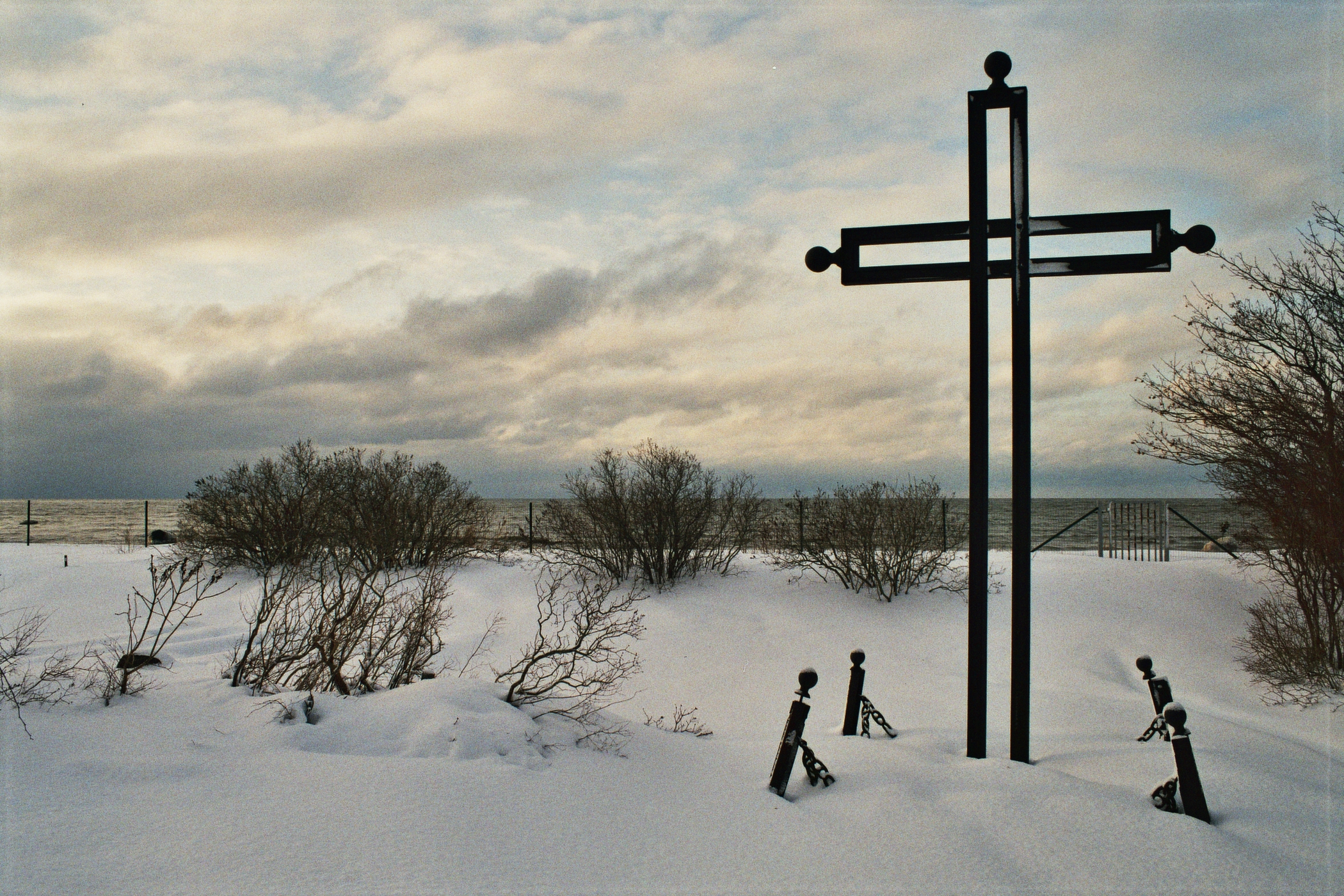
Gedenkteken voor de schepen gezonken langs de kust van Sõrve
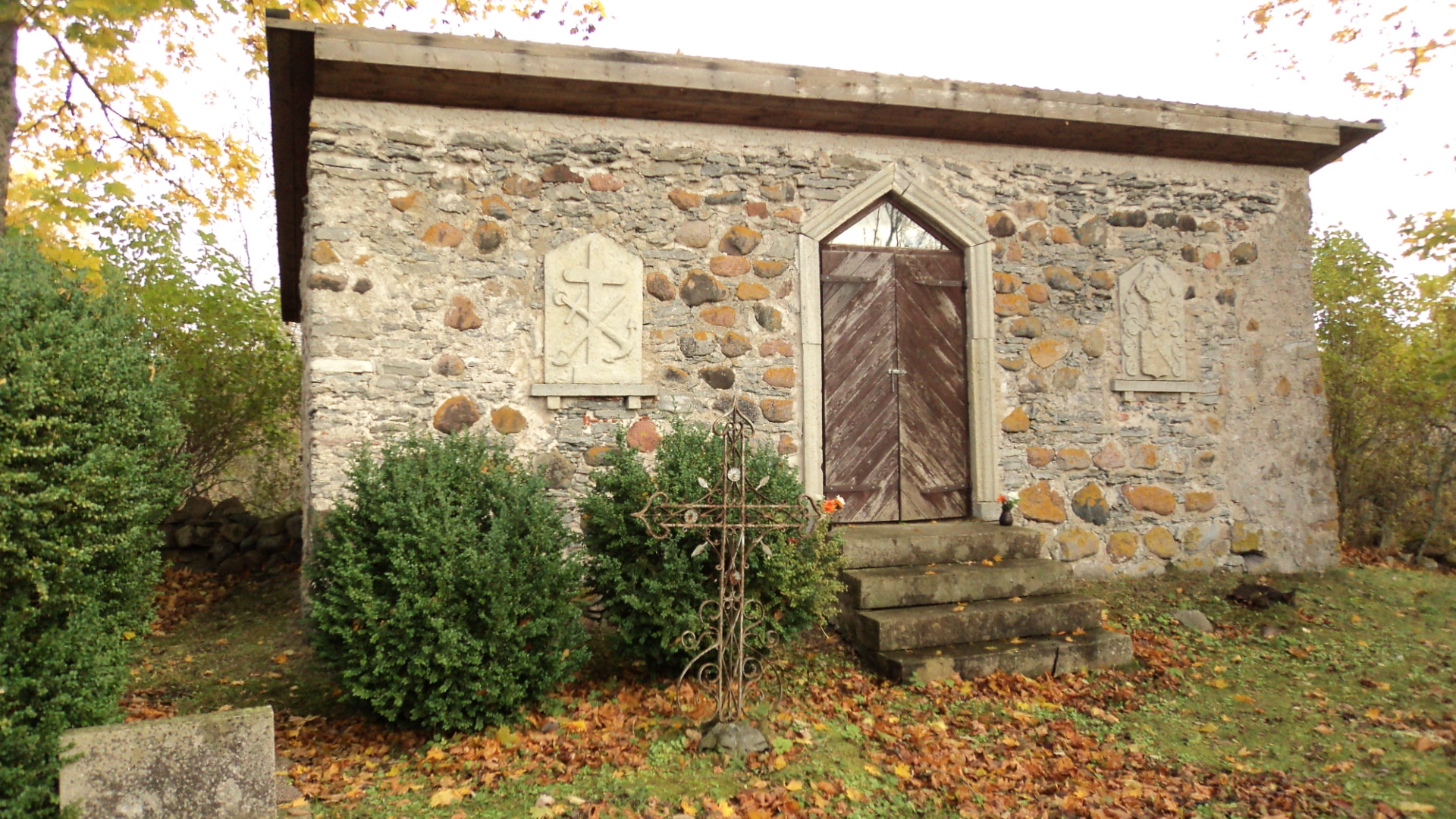
Kapel voor de familie von Buxhoeveden